# دفتر قربانیان بزهکاری

نشان‌واره

دفتر قربانیان بزهکاری بخشی از دفتر برنامه‌های دادگستری در وزارت دادگستری ایالات متحده آمریکا است.
کار دفتر قربانیان بزهکاری، کمک‌رسانی و گسترش عدالت برای قربانیان بزهکاری است.
این دفتر در سال ۱۹۸۸ (میلادی) با انجام اصلاحاتی در لایحه قربانیان بزهکاری (۱۹۸۴) راه‌اندازی شد.
دفتر قربانیان بزهکاری، پشتیبان مالی بزرگداشت سالانه هفته حقوق قربانیان بزهکاری است که به گسترش حقوق و خدمات قربانیان بزهکاری می‌پردازد.